# 和尔朔齐哈萨尔
和尔朔齐哈萨尔（生卒年不详），明译虎喇哈赤，孛儿只斤氏，达延汗之孙，阿尔楚博罗特之子，明代蒙古内喀尔喀五部之领主。
和尔朔齐哈萨尔所率部落驻牧于辽东边外辽河河套地带，最初部众不足千人，后获女婿泰宁卫首领花大鼎力支持而势力激增。明嘉靖二十五年（1546年）至四十三年（1564年），率领其部逼近辽阳、沈阳、开原、铁岭等地。后来其五子（兀把赛、速把亥、兀班、答补、炒花）各分领内喀尔喀一部，遂称内喀尔喀五部。他们共同开创了蒙古内喀尔喀的极盛时期。